# Lumeau

Lumeau este o comună în departamentul Eure-et-Loir, Franța. În 2009 avea o populație de 188 de locuitori.